# (8062) Okhotsymskij
(8062) Okhotsymskij ist ein Asteroid des inneren Hauptgürtels, der am 13. März 1977 vom sowjetisch-russischen Astronomen Nikolai Stepanowitsch Tschernych an der Außenstelle des Krim-Observatoriums (IAU-Code 095) in Nautschnyj entdeckt wurde.
Der Asteroid wurde am 9. Mai 2001 nach dem russischen Physiker, Mathematiker und Hochschullehrer Dmitri Jewgenjewitsch Ochozimski (1921–2005) benannt, der als Spezialist für theoretische und angewandte Mechanik an der Entwicklung von anpassungsfähigen Robotersystemen arbeitete und Steuerungen für sechsbeinige und zweibeinige Apparate entwickelte. 